# Iñigo Urkullu
Pour les articles homonymes, voir Inigo.
Iñigo Urkullu Renteria, né le 18 septembre 1961 à Alonsotegi, est un homme politique espagnol membre du Parti nationaliste basque (EAJ/PNV).
Il est président du gouvernement basque entre 2012 et 2024.

## Biographie

### Débuts en politique
Après avoir obtenu un diplôme de philologie basque, il s'inscrit à l'université de Deusto, où il étudie la gestion des centres de loisirs. En 1980, il devient membre de l'assemblée nationale de la Force jeune basque (EGI), l'organisation de jeunesse de l'EAJ/PNV.
Au cours des élections du 26 février 1984, il est élu à 22 ans député de Biscaye au Parlement basque. Il entre cette même année au bureau provincial du Parti nationaliste basque. Il quitte ses fonctions au sein de l'EGI en 1985 et se voit réélu parlementaire le 30 novembre 1986.

### Ascension
Il démissionne du Parlement et du bureau provincial de l'EAJ/PNV en 1987, lorsqu'il est nommé directeur de la Jeunesse et de l'Action communautaire de la députation forale de Biscaye, présidée par le nationaliste José Alberto Pradera. Il est reconduit à la suite des élections locales de 1991. L'année suivante, il est choisi comme président du bureau de l'assemblée nationale du parti.
Aux élections régionales du 23 octobre 1994, il est réélu député de Biscaye, quitte ses fonctions administratives et partisanes. Au mois de janvier 1995, il est désigné président de la commission parlementaire sur la Toxicomanie. Il retrouve le bureau provincial de l'EAJ/PNV en 1996.
Le scrutin du 25 octobre 1998 lui permet de confirmer son mandat, puis il est porté à la présidence de la commission des Droits humains et des Demandes citoyennes en février 1999.
En 2000, il est élu président de l'EAJ/PNV en Biscaye. Il conserve son mandat et ses fonctions au Parlement régional après les élections du 13 mai 2001, puis du 17 avril 2005.

### Président du PNV
Iñigo Urkullu est élu président du Parti nationaliste basque, à l'unanimité au cours de la Ve assemblée générale du parti, le 2 décembre 2007.
Il entre en fonction le 18 janvier 2008. Il est réélu député au cours des élections du 1er mars 2009, mais son parti se voit renvoyé dans l'opposition après trente années au pouvoir. Lors de la tenue de la VIe assemblée générale de l'EAJ/PNV, le 15 janvier 2012, il est de nouveau élu à l'unanimité président du parti.

### Président du gouvernement basque
Pour les élections anticipées du 21 octobre 2012, il est chef de file de l'EAJ/PNV. Cette élection donne à son parti 27 députés sur 75, en recul de 3 sièges. Iñigo Urkullu est investi président du gouvernement du Pays basque le 13 décembre suivant, lors du second vote, par 27 voix pour, 21 à Laura Mintegi, la candidate d'EH Bildu, et 21 abstentions. Il est officiellement nommé deux jours plus tard. Il dirige un gouvernement minoritaire.
Reconduit après les élections du 25 septembre 2016, où le PNV arrive en tête, il forme alors un deuxième gouvernement de coalition entre son parti et le 
Parti socialiste du Pays basque-Gauche basque-PSOE. Cette entente est renouvelée après les élections du 12 juillet 2020. Urkullu est ainsi réélu pour un troisième mandat le 3 septembre suivant par 40 voix sur 75.
Le 24 novembre 2023, la direction du Parti nationaliste basque prend la décision de ne pas l'investir comme chef de file pour les élections régionales de 2024. Concurrencé par Euskal Herria Bildu (Bildu), l'EAJ/PNV cherche, selon des sources internes citées par El País, à transmettre une image plus moderne, sans remettre en cause son orientation politique.